# Acrida bicolor
Acrida bicolor är en insektsart som först beskrevs av Carl Peter Thunberg 1815.  Acrida bicolor ingår i släktet Acrida och familjen gräshoppor. Inga underarter finns listade i Catalogue of Life.

## Bildgalleri

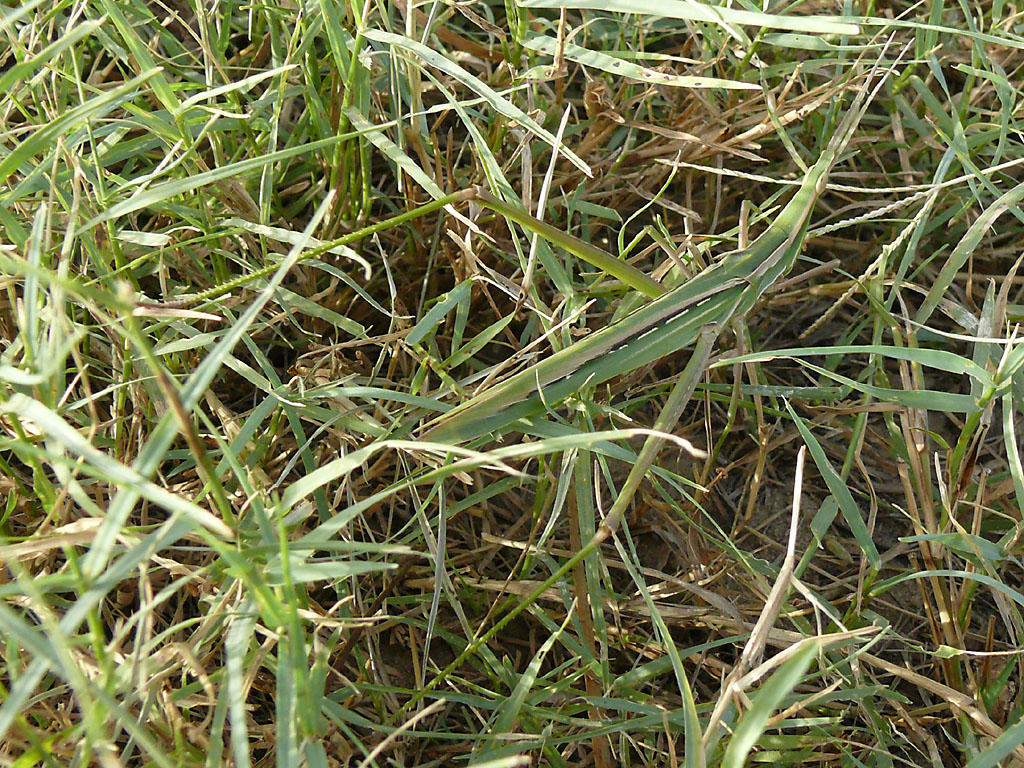